# Ernst-Volker Staub
Ernst-Volker Staub, född 30 oktober 1954 i Hamburg, är en tysk före detta medlem av Röda armé-fraktionens (RAF) tredje generation. Tillsammans med Daniela Klette och Burkhard Garweg misstänks Staub ha varit delaktig i bland annat bombdåd, bankrån och värdetransportrån.